# Ingrid Bergman

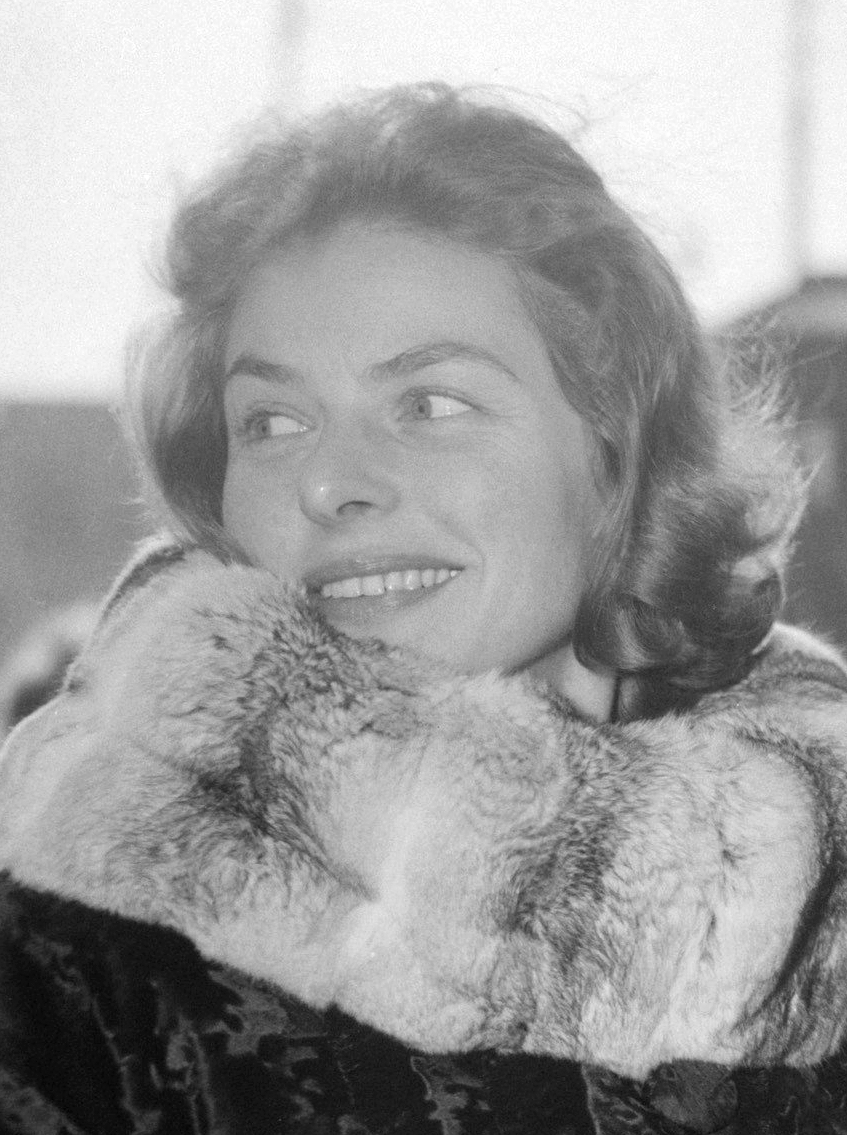
Ingrid Bergman (1960)

Ingrid Bergman (* 29. August 1915 in Stockholm; † 29. August 1982 in London) war eine schwedische Schauspielerin. 
Die dreifache Oscar-Preisträgerin gilt als eine der bedeutendsten und populärsten Schauspielerinnen der Filmgeschichte. Bei einer Umfrage des American Film Institute wurde sie im Jahr 1999 auf den vierten Platz der 25 größten weiblichen Filmlegenden gewählt.

## Leben
Ingrid Bergman wurde als Tochter der am 12. September 1884 in Kiel geborenen Deutschen Frieda „Friedel“ Henriette Auguste Louise Adler geboren. Diese starb, als Ingrid zwei Jahre alt war. Der Vater Justus Samuel Bergman war Fotograf. Die Eltern hatten am 13. Juni 1907 in Hamburg geheiratet. Nach dem frühen Tod der Mutter förderte der Vater schon früh Ingrids schauspielerisches Talent, doch er starb nur neun Jahre nach seiner Frau, und Ingrid Bergman lebte fortan bei einem Onkel. Sie verbrachte mehrere Sommer in der Heimat ihrer Mutter und sprach fließend Deutsch.
Bergman besuchte die Schauspielschule des Königlichen Dramatischen Theaters in Stockholm und hatte im Jahr 1935 ihre erste Sprechrolle in einem schwedischen Film. Zwei Jahre später heiratete sie den Zahnarzt und späteren Hirnchirurgen Petter Lindström; im folgenden Jahr wurde die gemeinsame Tochter Pia Lindström geboren.

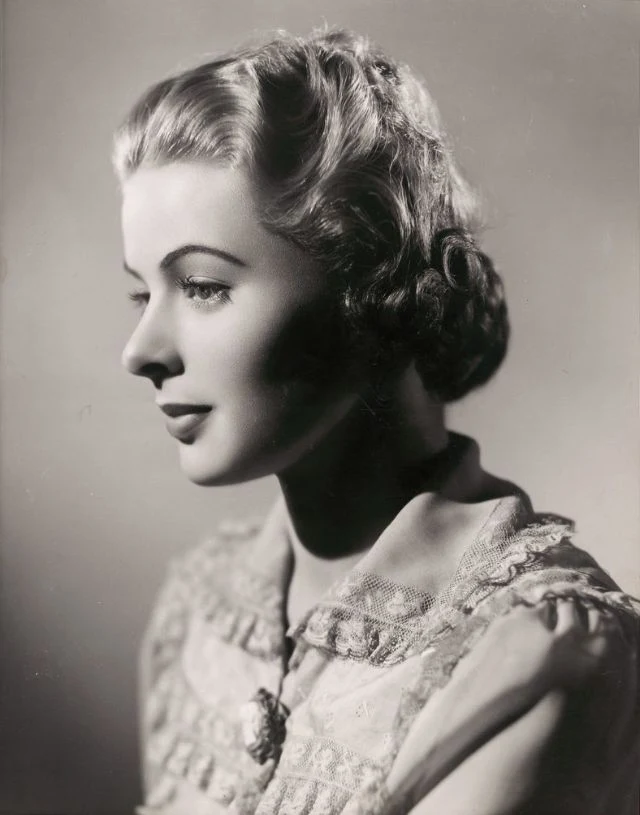
Ingrid Bergman (1941)

Den Durchbruch brachte ihr das Filmdrama Intermezzo (1936) unter Regie von Gustaf Molander. Durch diesen Erfolg wurde Hollywood auf sie aufmerksam. Als sie 1938 nach dem in Deutschland für die UFA gedrehten Film Die 4 Gesellen unter anderem auf Betreiben des Star-Produzenten David O. Selznick in die USA ging, war sie in Schweden bereits ein Star. Bergman konnte das amerikanische Publikum vor allem durch ihre Natürlichkeit für sich einnehmen, durch die sie sich ganz wesentlich von den amerikanischen Filmstars abhob. Häufig kam es in ihrer Filmkarriere zu Streitigkeiten mit den Produzenten oder Regisseuren, da sie z. B. ohne Make-up spielen (was die Natürlichkeit unterstützen sollte) oder eine andere Rolle im Film übernehmen wollte.
Eine ihrer bekanntesten Rollen spielte sie im Jahr 1942 als Ilsa Lund an der Seite von Humphrey Bogart in der US-Produktion Casablanca des Regisseurs Michael Curtiz. 
1949 drehte Bergman mit Roberto Rossellini in Italien den Film Stromboli. Dabei verliebte sie sich in den Regisseur und verließ in der Folge ihren Ehemann Petter Lindström, nachdem sie von Rossellini schwanger geworden war. Dies löste in den Vereinigten Staaten einen Skandal aus, und sie verlor die Gunst des amerikanischen Publikums. 1950 heiratete sie Rossellini. Die beiden hatten drei gemeinsame Kinder, den Sohn Roberto Ingmar (* 1950) und die zweieiigen Zwillinge Isabella und Isotta (* 18. Juni 1952). Bergman und Rossellini drehten insgesamt sieben Filme miteinander. 1957 wurde die Ehe mit Rossellini geschieden, nachdem Rossellini eine Beziehung mit der 24 Jahre jüngeren Inderin Sonali Dasgupta eingegangen und diese schwanger geworden war. 1958 heiratete Bergman den schwedischen Produzenten Lars Schmidt. Diese Ehe hielt bis 1970.
Mit dem Film Anastasia konnte sie 1956 die Gunst des amerikanischen Publikums zurückerobern. Neben vielen Film- und Fernsehrollen spielte Bergman in zahlreichen europäischen Städten wie London oder Paris sowie unter anderem auch in New York am Theater. Im Laufe ihrer Karriere gewann sie dreimal den Oscar und ist nach Katharine Hepburn gemeinsam mit Meryl Streep und Frances McDormand die am zweithäufigsten mit dem Oscar ausgezeichnete Schauspielerin.
Im Jahr 1974 wurde bei Bergman Brustkrebs diagnostiziert, der zunächst erfolgreich behandelt werden konnte. Anfang der 1980er-Jahre wurde die Krankheit erneut festgestellt. 1982 drehte sie – bereits schwer erkrankt – ihren letzten Film, Golda Meir, in dem sie in der Titelrolle die israelische Politikerin Golda Meir darstellte. Sie starb an ihrem 67. Geburtstag in London.
Bergman wurde symbolisch auf dem Norra begravningsplatsen (Nordfriedhof) in Solna (Provinz Stockholms län) beigesetzt, da ihre Asche am 5. Juni 1983 vor dem Ort Fjällbacka an der schwedischen Westküste in der Nähe ihrer Lieblingsinsel Dannholmen auf See verstreut wurde. Am gleichen Tag wurde eine Büste von Bergman (Bildhauer Gudmar Olofsson) am Hafen der kleinen Stadt errichtet. Ihr Blick ist auf die Insel Dannholmen gerichtet, und die Büste ist umgeben von der Anpflanzung einer Rosensorte, die an diesem Tag ihren Namen erhielt.

## Filmografie
- 1932: Landskamp
- 1935: Munkbrogreven
- 1935: Bränningar
- 1935: Swedenhielms
- 1935: Walpurgisnacht (Valborgsmässoafton)
- 1936: Intermezzo
- 1938: På solsidan
- 1938: Dollar
- 1938: En kvinnas ansikte
- 1938: Die 4 Gesellen
- 1939: Intermezzo (Intermezzo, a Love Story)
- 1940: Juninatten
- 1941: Adam hatte vier Söhne (Adam Had Four Sons)
- 1941: Gefährliche Liebe (Rage in Heaven)
- 1941: Arzt und Dämon (Dr. Jekyll and Mr. Hyde)
- 1942: Casablanca
- 1943: Wem die Stunde schlägt (For Whom the Bell Tolls)
- 1943: Swedes in America (Kurzfilm)
- 1944: Das Haus der Lady Alquist (Gaslight)
- 1945: Die Glocken von St. Marien (The Bells of St. Mary’s)
- 1945: Ich kämpfe um dich (Spellbound)
- 1945: Das Spiel mit dem Schicksal (Saratoga Trunk)
- 1946: Berüchtigt (Notorious)
- 1948: Triumphbogen (Arch of Triumph)
- 1948: Johanna von Orleans (Joan of Arc)
- 1949: Sklavin des Herzens (Under Capricorn)
- 1950: Stromboli (Stromboli, terra di dio)
- 1951: Europa 51
- 1953: Wir Frauen (Siamo donne) (eine Episode)
- 1954: Reise in Italien (Viaggio in Italia)
- 1954: Angst (La paura)
- 1956: Weiße Margeriten (Elena et les Hommes)
- 1956: Anastasia
- 1958: Indiskret (Indiscreet)
- 1958: Die Herberge zur 6. Glückseligkeit (The Inn of the Sixth Happiness)
- 1961: Lieben Sie Brahms? (Goodbye Again)
- 1961: Ein Mädchen sprang ins Wasser (Auguste) (Cameo-Auftritt)
- 1963: Hedda Gabler (TV-Film)
- 1964: Der Besuch (The Visit)
- 1964: Der gelbe Rolls-Royce (The Yellow Rolls-Royce)
- 1967: Das Halsband (Stimulantia)
- 1969: Die Kaktusblüte (Cactus Flower)
- 1969: Die Frau des anderen (Walk in the Spring Rain)
- 1973: Der geheimnisvolle Engel (The Hideaways)
- 1974: Mord im Orient-Expreß (Murder on the Orient Express)
- 1976: Nina – Nur eine Frage der Zeit (A Matter of Time)
- 1978: Herbstsonate (Höstsonaten)
- 1982: Golda Meir (A Woman Called Golda) (TV-Film)

## Deutsche Synchronstimmen
Zu den deutschen Schauspielerinnen, die Ingrid Bergman in ihren Filmen synchronisiert haben, zählen:
- Tilly Lauenstein – Intermezzo (1. Synchronisation von 1953), Berüchtigt (1. Synchronisation von 1951), Triumphbogen, Johanna von Orleans, Stromboli, Weiße Margeriten, Der Besuch, Der gelbe Rolls-Royce
- Gisela Trowe – Gefährliche Liebe
- Eva Vaitl – Arzt und Dämon, Wem die Stunde schlägt, Das Haus der Lady Alquist, Die Glocken von St. Marien
- Marianne Kehlau – Casablanca (1. Synchronisation von 1952), Indiskret, Die Herberge zur 6. Glückseligkeit, Lieben Sie Brahms?, Die Kaktusblüte
- Rose-Marie Kirstein – Casablanca (2. Synchronisation von 1975)
- Eleonore Noelle – Ich kämpfe um dich, Europa 51, Reise in Italien, Anastasia
- Marianne Wischmann – Berüchtigt (2. Synchronisation von 1969)
- Ingeborg Grunewald – Sklavin des Herzens
- Edith Schneider – Die Frau des anderen
- Dagmar Altrichter – Mord im Orient-Express, Nur eine Frage der Zeit, Herbstsonate, Golda Meir (2. Synchronisation von 1987)
- Hannelore Schroth – Golda Meir (1. Synchronisation von 1982)
- Susanna Bonasewicz – Intermezzo (2. Synchronisation von 1981)

## Bühnenauftritte
- 1940: Liliom von Ferenc Molnár – Regie: Benno Schneider, Forty Fourth Street Theatre, New York
- 1941: Anna Christie von Eugene O’Neill – Regie: John Houseman, Lober Theatre, Santa Barbara
- 1946: Johanna von Lothringen (Joan of Lorraine) von Maxwell Anderson – Regie: Margo Jones, Alvin Theatre
- 1954: Johanna auf dem Scheiterhaufen (Jeanne d’Arc au bûcher) von Paul Claudel und Arthur Honegger – Regie: Roberto Rossellini, San Carlo Oper, Neapel
- 1956: Tea and Sympathy von Robert Anderson – Regie: Jean Mercure, Théâtre de Paris, Paris
- 1962: Hedda Gabler von Henrik Ibsen – Regie: Raymond Rouleau, Théâtre Montparnasse
- 1965: Ein Monat auf dem Lande (Месяц в деревне) von Iwan Turgenew – Regie: Michael Redgrave, Yvonne Arnaud Memorial Theatre, Guildford
- 1967: Alle Reichtümer dieser Welt (More Stately Mansions) von Eugene O’Neill – Regie: José Quintero, Broadhurst Theatre, New York
- 1972: Kapitän Brassbounds Bekehrung (Captain Brasshounds Conversion) von George Bernard Shaw – Regie: Stephen Porter, Cambridge Theatre, London
- 1975: Finden Sie, daß Constanze sich richtig verhält? (The Constant Wife) von W. Somerset Maugham – Regie: John Gielgud, Albry Theatre, London
- 1979: Water of the Moon von Norman Charles Hunter – Regie: Patrick Garland, Theatre Royal Haymarket, London

## Auszeichnungen (Auswahl)

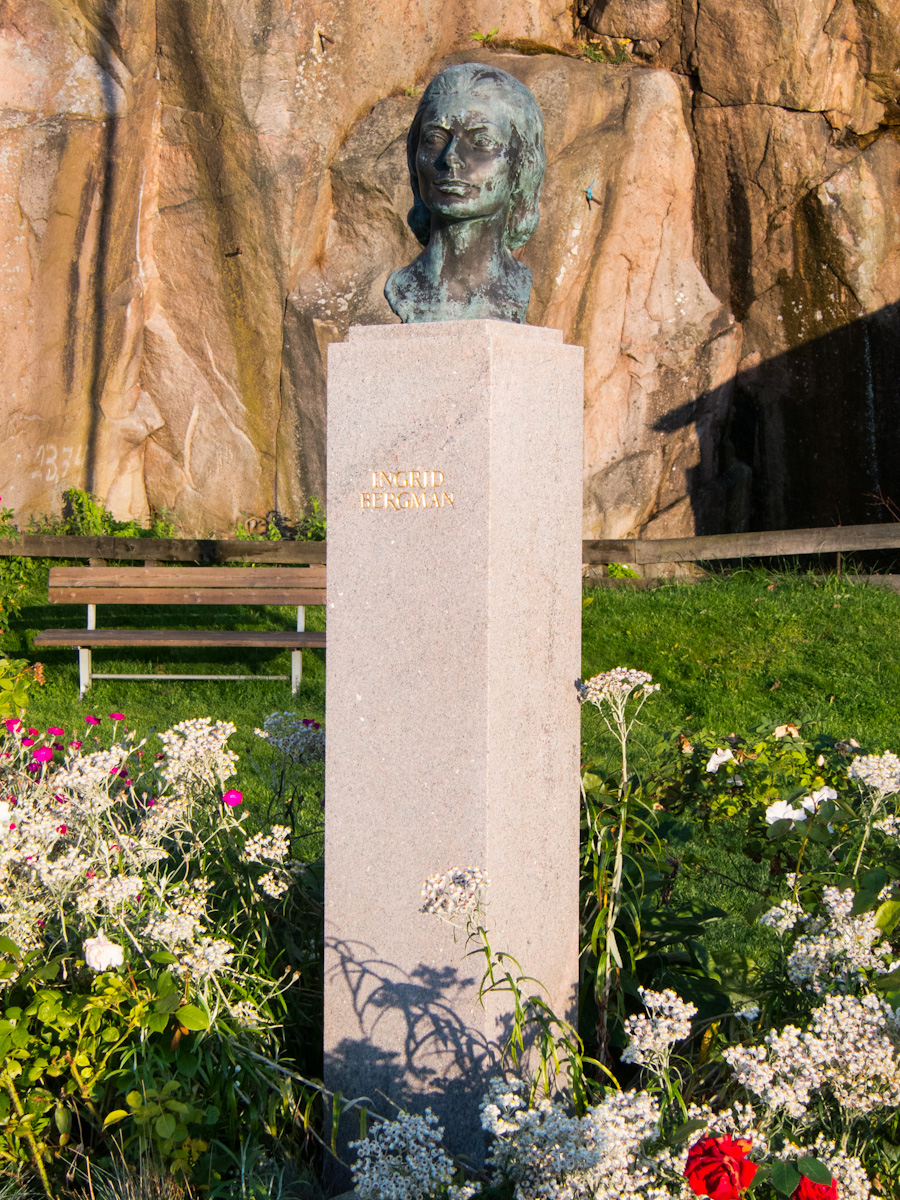
Denkmal in Fjällbacka

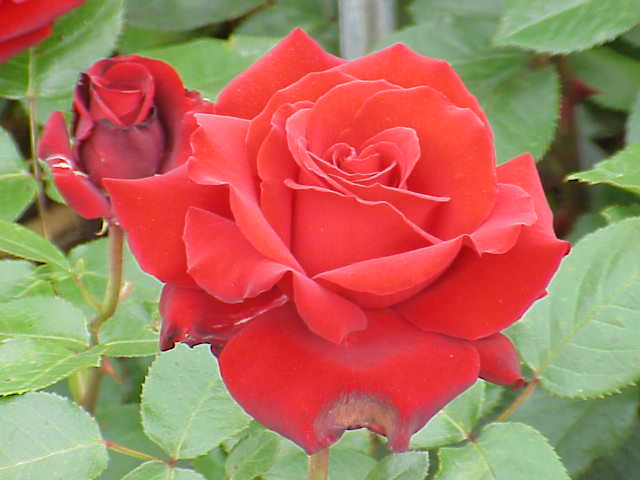
Rosensorte „Ingrid Bergman“

- 1944: Nominierung für den Oscar in der Kategorie Beste Hauptdarstellerin für Wem die Stunde schlägt
- 1945: Golden Globe in der Kategorie Beste Hauptdarstellerin für Das Haus der Lady Alquist
- 1945: Oscar in der Kategorie Beste Hauptdarstellerin für Das Haus der Lady Alquist
- 1946: Nominierung für den Oscar in der Kategorie Beste Hauptdarstellerin für Die Glocken von St. Marien
- 1946: Golden Globe in der Kategorie Beste Hauptdarstellerin für Die Glocken von St.Marien
- 1949: Nominierung für den Oscar in der Kategorie Beste Hauptdarstellerin für Johanna von Orleans
- 1951: Bambi in der Kategorie Beste Darstellerin – international für Sklavin des Herzens und Stromboli
- 1952: Bambi in der Kategorie Beste Darstellerin – international für Berüchtigt
- 1953: Bambi in der Kategorie Beste Darstellerin – international für Europa 51
- 1954: Bambi in der Kategorie Beste Darstellerin – international für Reise in Italien
- 1957: Golden Globe in der Kategorie Beste Hauptdarstellerin – Drama für Anastasia
- 1957: Oscar in der Kategorie Beste Hauptdarstellerin für Anastasia
- 1959: Nominierung für den British Academy Film Award in der Kategorie Beste ausländische Darstellerin für Die Herberge zur 6. Glückseligkeit
- 1959: Nominierung für den Golden Globe in der Kategorie Beste Hauptdarstellerin – Drama für Die Herberge zur 6. Glückseligkeit
- 1959: Nominierung für den Golden Globe in der Kategorie Beste Hauptdarstellerin – Komödie oder Musical für Indiskret
- 1960: Emmy in der Kategorie Beste Darstellerin für Startime: The Turn of the Screw
- 1960: Stern auf dem Hollywood Walk of Fame (6759 Hollywood Blvd.)
- 1961: Nominierung für den Emmy in der Kategorie Beste Hauptdarstellerin für Twenty-Four Hours in a Woman’s Life
- 1975: Oscar in der Kategorie Beste Nebendarstellerin für Mord im Orient-Expreß
- 1975: British Academy Film Award in der Kategorie Beste Nebendarstellerin für Mord im Orient-Expreß
- 1976: Ehren-César
- 1979: Nominierung für den Oscar in der Kategorie Beste Hauptdarstellerin für Herbstsonate
- 1979: Nominierung für den Golden Globe in der Kategorie Beste Hauptdarstellerin – Drama für Herbstsonate
- 1982: Emmy in der Kategorie Beste Hauptdarstellerin in einer Miniserie für Golda Meir (postum)
- 1983: Golden Globe in der Kategorie Beste Darstellerin in einer Miniserie für Golda Meir (postum)

Als Hommage wurden die Rosensorte „Ingrid Bergman“ sowie eine Passagiermaschine der KLM vom Typ MD-11 (MD-11 mittlerweile ausgemustert) nach ihr benannt.

## Veröffentlichungen
- Ingrid Bergman (zusammen mit Alan Burgess): Mein Leben. (Ingrid Bergman. My Story). Ullstein, Berlin 1999, ISBN 3-548-35878-0.

## Filmdokumentationen
- Ingrid. TV-Dokumentation von Gene Feldman. USA 1984, Wombat Productions, 59 Minuten.
- Legenden: Ingrid Bergman. Film von Michael Strauven. Deutschland 2003, 45 Minuten.
- Rossellini – Bergman, die Liebe zum Kino. Dokumentation von Florence Mauro. Frankreich 2006, 55 Minuten.
- Ich bin Ingrid Bergman. Dokumentarfilm von Stig Björkman. Schweden, 2014, 112 Minuten.